# Miro Varvodić
Miro Varvodić est un footballeur croate, né le 15 mai 1989 à Split en Croatie. Il est actuellement sans club et évolue comme gardien de but.

## Vie privée
Son père, Zoran Varvodić (en) a aussi été gardien de but professionnel, notamment au HNK Hajduk Split et au Cádiz CF.